# Huntington (Oregon)
Huntington ist eine Stadt (city) im Baker County im US-Bundesstaat Oregon. Das U.S. Census Bureau hat bei der Volkszählung 2020 eine Einwohnerzahl von 502 ermittelt.

## Lage
Huntington liegt im Südosten des Baker County am Burnt River kurz vor dessen Mündung in den Snake River, etwa 70 Kilometer südöstlich des County Seat Baker City, auf einer Höhe von 646 Meter. Westlich der Stadt läuft die Interstate 84 vorbei, durch die Stadt verläuft der U.S. Highway 30.
Die Stadt hat eine Fläche von 1,94 km², und zwar ausschließlich Landfläche.

## Geschichte
Huntington lag am Oregon Trail, dem historischen Weg der Siedler aus dem Osten nach Oregon. Hier verließen sie den Snake River, um durch die Blue Mountains zum Columbia River zu gelangen. 1862 ließ sich hier der erste Siedler nieder, der 1870 eine Kutschenstation errichtete. 1882 kauften die Brüder Huntington, nach denen die Stadt benannt ist, das Terrain und parzellierten es. 1884 erreichte die Eisenbahn Huntington.

## Demografie
Laut United States Census 2010 hatte Huntington 440 Einwohner, davon 228 Männer und 212 Frauen. 81 Einwohner waren unter 20 Jahre alt, 135 waren 65 oder älter.